# Daimler Stahlradwagen

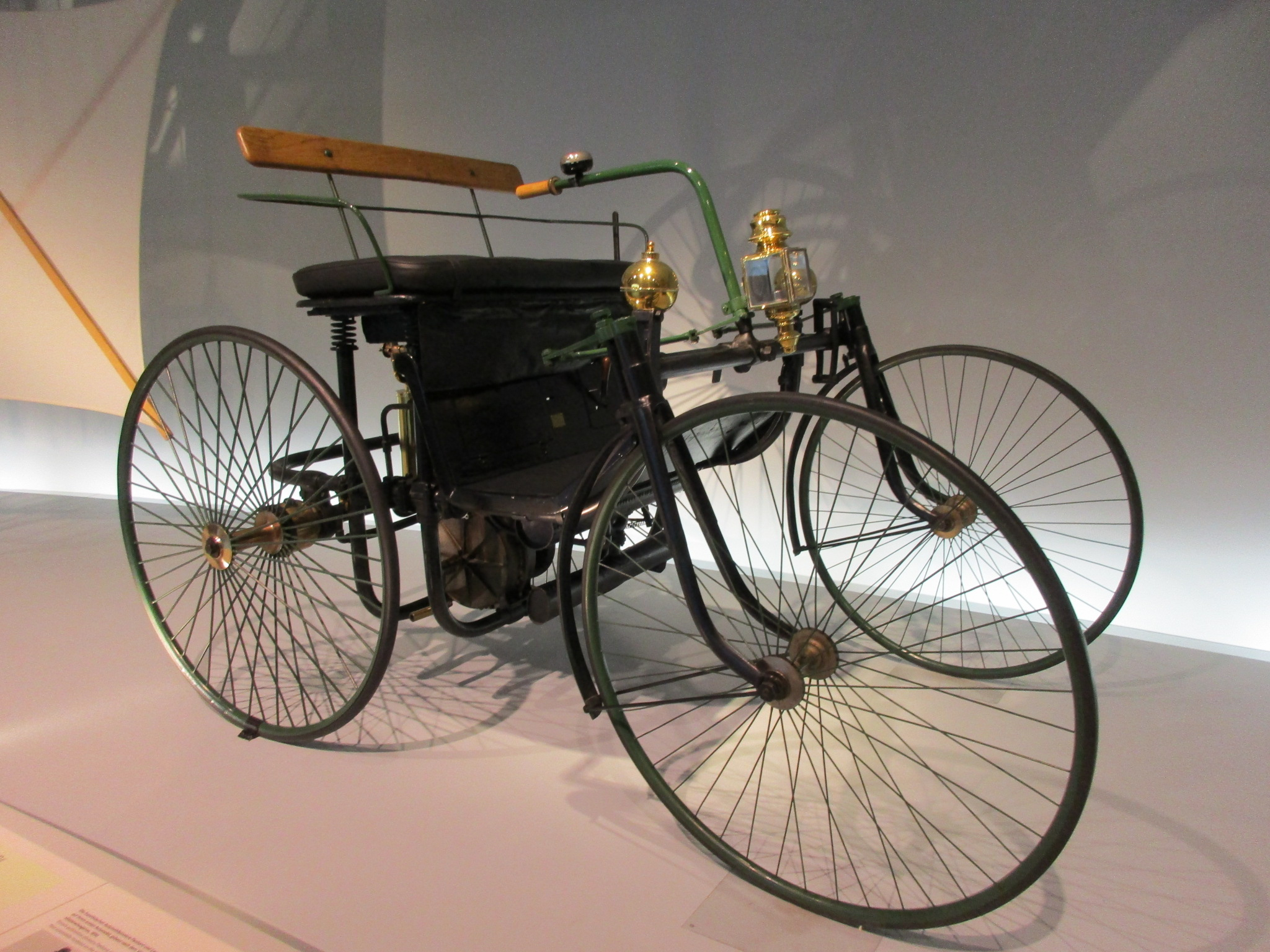
Daimler Stahlradwagen im Mercedes-Benz-Museum

Der Daimler Stahlradwagen ist ein Motorwagen mit einem Zweizylinder-V-Motor und wurde erstmals auf der Weltausstellung Paris 1889 vorgestellt. Anders als die Daimlersche Motorkutsche stellte er eine eigenständige, ganzheitliche Konstruktion und ein echtes Automobil dar. Konstruiert wurde der Motorwagen von Gottlieb Daimler und vor allem Wilhelm Maybach.
Der Stahlradwagen war gewissermaßen der Anstoß zur Entstehung der Automobilindustrie in Frankreich. Sowohl Peugeot als auch Panhard & Levassor bauten später Motorwagen, welche auf der Grundkonzeption des Stahlradwagens von Daimler basierten und von Daimler-Motoren angetrieben wurden.

## Daimler Motorwagen
Von 1892 bis 1895 wurde eine modifizierte Ausführung des Stahlradwagens unter dem Namen „Daimler Motorwagen“ von der Daimler-Motoren-Gesellschaft vertrieben. Dieser wurde allerdings ohne die Mitwirkung von Gottlieb Daimler und Wilhelm Maybach entwickelt. Der modifizierte Stahlradwagen hatte allerdings wenig Erfolg und führte fast zur Insolvenz der DMG.